# Musasir

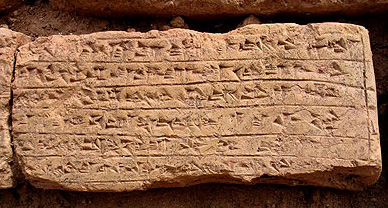
Cihla z Rabat Tepe se zmínkou o Musasiru

Musasir nebo Ardini byl starověký městský stát rozkládající se na horním toku Velkého Zabu, jihovýchodně od Vanského jezera. Z Musasiru pravděpodobně započaly svou migrací kmeny, které na přelomu 2. a 1. tisíciletí př. n. l., cestujíce k severu, založily stát Urartu.
Musasir byl důležitým náboženským centrem Urartu (k němuž byl včleněn v 9. století př. n. l.) – střediskem kultu vrchního urartského božstva, Chaldího. Dlouhou dobu nedokázáno určit přesnou lokalizací města, dnes ale existuje vědecký konsensus, že Musasir se nacházel asi 18 km severně od iráckého města Rawandiz.